# A1 NEWS STAGE
「A1 NEWS STAGE」（エーワン・ニュース・ステージ）は、BS放送のグリーンチャンネルで放送されていた競馬に関するテレビ番組である。

## 放送時間
原則的に、中央競馬でGI競走が開催された当日に放送されていた。
- 初回放送 日曜日午後9:30-10:00
- 再放送 日曜日深夜0:30-1:00、翌月曜日深夜2:00-2:30

年末年始や夏期には特別版が放送されていた時期もあった。

## 概要
- グリーンチャンネルのスタジオに中央競馬の現役またはOBの騎手・調教師を招き、当日行われたGI競走を解説を交えながら回顧する。また、当日のレース結果や、その週の競馬に関するニュースなども取り上げる。実際に競馬に携わる人物による的確な解説が評判を呼んでいる。
- 各馬の位置取りについての解説には、『テンカイくん』（ダートレースの場合には『テンカイくん2』）と名付けられた、コースを描いたフリップを用いる。ただ、この『テンカイくん』は司会者以外の出演者には概ね不評である。特に坂井千明は、番組中に堂々と「俺『テンカイくん』嫌いなんだよ」と言ったこともある。
- また、その週に行われた競走の中で、写真判定に持ち込まれた接戦をピックアップし、その判定に関係した馬の名前をもじった駄洒落を交えながら紹介する「今週の大接戦」のコーナーが隠れた人気を呼んでいたが、2009年のフェブラリーステークスの放送からコーナーが消滅した。
- 津島亜由子が担当していた時期の締めの挨拶は「おやすみかん」。
- 番組タイトルの「A1」の意味は公式には明らかにされていない。
- 2011年12月25日の放送をもって、番組終了。

## 出演者

### キャスター
- 相川梨絵（2009年8月13日から）

### 解説者
- 加藤和宏（調教師・元騎手）
- 木藤隆行（調教助手・元騎手）
- 根本康広（調教師・元騎手）
- 谷中公一（調教助手・元騎手）

2010年は上記4人のローテーションとなっている。
- 藤田伸二（騎手）
- 大西直宏（元騎手）
- 坂井千明（元騎手）
- 佐々木晶三（調教師・元騎手）
- 杉浦宏昭（調教師・元騎手）

## 過去の出演者

### キャスター
- 小島友実（2005年まで、2008年11月2日も津島の代役で司会を務めた）
- 津島亜由子（2009年6月28日まで）